# Теофано Калояни
Теофано Калояни (на гръцки: Θεοφανώ Καλογιάννη) е гръцка писателка и преводачка на художествена литература от шведски, норвежки и английски език.

## Биография
Родена е в 1967 година в Солун. Кръстена е на баба си по майчина линя, Теофано Тахчиева, родена в Пловдив през 1906 година, потомка на одески евреи, преселили се в Пловдив в края на XVIII век. Дядо ѝ е от Лозенград. Родът на баща ѝ е от Кукуш. Израства в Швеция, където родителите ѝ емигрират по времето на режима на полковниците (1967-1974).
След завръщането си в Гърция живее на остров Лемнос. Учи консервация на произведения на изкуството, английска литература, изучава византийска музика и палеография.
Дебютната ѝ книга „Смъртта на рицаря Челано” е издадена през 1988 г. и е е отличена с наградата на Атинската Академия „Костас и Елени Урани”.. По-късно публикува книги с разкази или участва с текстове в сборници и в периодичния печат.